# ドゥボイズ (ペンシルベニア州)
ドゥボイズ（英: DuBois、[ˈduːbɔɪz] DOO-boys）は、アメリカ合衆国ペンシルベニア州中央部西のクリアフィールド郡の都市である。ピッツバーグ市の北東100マイル (160 km) に位置している。2010年国勢調査での人口は7,794 人だったが、クリアフィールド郡では最も多かった。ドゥボイズ小都市圏の主要都市である。東隣のセンター郡にあるステートカレッジと共にステートカレッジ・ドゥボイズ広域都市圏を構成している。

## 歴史
ドゥボイズは1812年に入植され、1872年には区画配置が決められ、1881年にはボロとして法人化され、さらに1914年に市となった。
町を設立したのはジョン・ラムバーガーであり、当初はラムバーガーと言う町名だった。この最初の開拓地の中では、ラムバーガー墓地が現在残っている全てである。町は後に地元製材業の大立者ジョン・ドゥボイズにちなんで改名された。ドゥボイズはフランスのユグノーの子孫であり、アメリカに移って来てから長い家系の者だった。1938年、その甥であるジョン・E・ドゥボイズがペンシルベニア州立大学ドゥボイズ・キャンパスのために恒久的な家屋として、その一家の邸宅と土地を寄付した。ドゥボイズは製材業の町として設立されたが、瀝青炭の採炭も町の主要産業となった。
長い間にドゥボイズと周辺にあるサンディ・タウンシップを一つにしようという試みが何度も行われたが、一度も成功しなかった。この2つの町を合わせれば、人口は約18,000人になる。
市内のコマーシャル・ホテルは廃業以来、1985年にアメリカ合衆国国家歴史登録財に指定された。またドゥボイズ歴史地区も1997年に指定された。

## 地理

1895年のドゥボイズ市街地

ドゥボイズはクリアフィールド郡の北西部にあり、座標では北緯41度7分13秒 西経78度45分43秒 / 北緯41.12028度 西経78.76194度 (41.120304, -78.761962)に位置する。サンディ・タウンシップに取り囲まれている。南西はサンディの町、南東はオクラホマの町に接している。
アメリカ合衆国国勢調査局に拠れば、市域全面積は3.2平方マイル (8.3 km2)であり、このうち陸地3.2平方マイル (8.5 km2)、水域は0.04平方マイル (0.1 km2)で水域率は1.24%である。サンディリック・クリークが市内を東から西に流れている。アレゲニー川/オハイオ川盆地の一部であり、レッドバンク・クリークの支流になる。

## 人口動態
2013年時点で世帯当たり収入の中央値は 34,340 米ドルだった。25歳以上の成人の95%は高校卒以上であり、22%は学士以上、10%が修士以上だった。

### 2010年国勢調査
- 人口: 7,794 人

年齢別人口構成
- 18歳未満: 22.4%
- 65歳以上: 16.4%
- 女性の割合: 52.5%

人種別人口構成
- 白人: 96.3%
- アフリカン・アメリカン: 0.60%
- ネイティブ・アメリカン: 0.10%
- アジア人: 0.90%
- 太平洋諸島系: 0.0%
- 混血: 1.1%
- ヒスパニック・ラテン系: 1.2%

### 2000年国勢調査
| 基礎データ - 人口: 8,123 人 - 世帯数: 3,614 世帯 - 家族数: 2,099 家族 - 人口密度: 939.0人/km2（2,429.8 人/mi2） - 住居数: 3,956 軒 - 住居密度: 457.3軒/km2（1,183.4 軒/mi2） 人種別人口構成 - 白人: 98.18% - アフリカン・アメリカン: 0.30% - ネイティブ・アメリカン: 0.10% - アジア人: 0.53% - 太平洋諸島系: 0.05% - その他の人種: 0.09% - 混血: 0.76% - ヒスパニック・ラテン系: 0.42% 年齢別人口構成 - 18歳未満: 23.1% - 18-24歳: 10.0% - 25-44歳: 26.6% - 45-64歳: 20.7% - 65歳以上: 19.6% - 年齢の中央値: 38歳 - 性比（女性100人あたり男性の人口） - 総人口: 87.2 - 18歳以上: 83.5 | 世帯と家族（対世帯数） - 18歳未満の子供がいる: 26.1% - 結婚・同居している夫婦: 42.6% - 未婚・離婚・死別女性が世帯主: 12.0% - 非家族世帯: 41.9% - 単身世帯: 36.2% - 65歳以上の老人1人暮らし: 18.2% - 平均構成人数 - 世帯: 2.23人 - 家族: 2.91人 収入と家計 - 収入の中央値 - 世帯: 27,748米ドル - 家族: 36,575米ドル - 性別 - 男性: 29,306米ドル - 女性: 18,601米ドル - 人口1人あたり収入: 17,079米ドル - 貧困線以下 - 対人口: 15.9% - 対家族数: 12.5% - 18歳未満: 23.4% - 65歳以上: 8.1% |

## 交通と経済

### 空港
ドゥボイズに空路で入る場合は、市の北西16キロメートル、ジェファーソン郡内にあるドゥボイズ地域空港を利用できる。空港に拠点があるクリアフィールド郡・ジェファーソン郡地域空港局が所有運営している。この空港は一般用途であるが、シルバー・エアウェイズがワシントン・ダレス国際空港まで定期直行便を運航している。

### 高規格道路
ドゥボイズ市は州間高速道路80号線のすぐ南にあり、マイルマーカー97と101に出口がある。アメリカ国道219号線は、北のニューヨーク州バッファローと南のジョンズタウンを繋いでいる。アメリカ国道322号線の北3マイル (5 km) にあり、西はレイノルズビルとその先はオハイオ州クリーブランド、東はクリアフィールドからニュージャージー州アトランティックシティとを繋いでいる。アメリカ国道119号線は市のすぐ南のブリンカー・パークウェイとして始まっている。これはパンクサトーニーとを繋ぎペンシルベニア州南西部からウェストバージニア州に入る。ペンシルベニア州道255号線は市内北部に始まり、東ドゥボイズ・アベニューとなり、その後ビーライン・ハイウェイとなってセントメアリーズ市に入り、ミリオンダラー・ハイウェイとなる。

### バス路線
フリントン・トレイルウェイズがフリントン・オート・バス社を使ってバスターミナルを運営しており、メイプル・アベニューとシャッファー道路の交差点を過ぎたロックトン道路に駅がある。これはトレイルウェイズ交通システムの一部であり、グレイハウンドなど他の交通機関との乗り継ぎを行っている。ドゥボイズはフリントン・トレイルウェイズの交通ハブである。ハリスバーグ、ステートカレッジ、スクラントン＝ウィルクスバリ、ピッツバーグ、バッファロー各所とを結ぶルートがドゥボイズを通っている。

### 事業
地元の企業は多様である、製紙、製材、加工食品、コンクリート、電力系、機械、装置を製造し、地域の広範な輸送インフラを通じて世界中に運ばれている。
ドゥボイズ・モールは3郡地域を対象にする小売業の中心であり、オールド・ネイビー、シアーズ、J.C.ペニーなど全国的な店舗が入っている。

## 医療
ペン・ハイランズ・ヘルスケアはドゥボイズを拠点にする広範な医療組織であり、ドゥボイズ最大の雇用主である。グループを作るペン・ハイランズ・ブルックビル、ペン・ハイランズ・クリアフィールド、全国に認められたペン・ハイランズ・ドゥボイズ（元ドゥボイズ地域医療センター）、ペン・ハイランズ・エルクを通じて10郡からの患者に対応している。このグループの病院を通じて、癌、心臓病、肺疾患、整形などを含み、またそれに捉われない広範な医療を提供している。

## メディア

### テレビ
ドゥボイズではジョンズタウン＝アルトゥーナ＝ステートカレッジ・メディア市場からのテレビ放送を受信している。

### 印刷物
ドゥボイズ小都市圏では、月曜から金曜までの夕刊紙である「クーリエ・イクスプレス」が発行され、約1万件の家庭や企業に配布されている。クリアフィールド郡のドゥボイズや、ジェファーソン郡の大半、さらにエルク郡の南半分までをカバーし、ジョンソンバーグ、マッキーン郡とフォレスト郡の南部まで届いている。1944年に創刊され、1879年に「ウィークリー・クーリエ」として創刊の「デイリー・クーリエ」と、1833年位「イクスプレス」として創刊された「デイリー・イクスプレス」を統合して、現在の名称になった。
「トリ・カウンティ・サンデー」は日曜日の新聞であり、発行部数は約16,000部である。「クーリエ・イクスプレス」の対象域に加えて、カメロン郡、マッキーン郡南部、クラリオン郡、フォレスト郡までカバーしている。

## 教育

### 高等教育機関
地域の先進的な教育機関には、ペンシルベニア州立大学ドゥボイズ校、ドゥボイズ経営カレッジ、トライアングル・テックがドゥボイズにあり、またロックヘイブン大学クリアフィールド校、サウスヒルズ経営技術学校ステートカレッジ校、クラリオン大学が短時間の通学範囲にある。

### 公立学校
ドゥボイズ地域教育学区は大きな田園部公共教育学区である。この学区は2つの郡に及び公立学校9校を運営している。
- ドゥボイズ地域シニア高校
- ドゥボイズ地域中学校
- C・G・ジョンソン小学校
- ジュニアタ小学校
- ルーサーズバーグ小学校
- オクラホマ小学校
- ペンフィールド小学校
- サイクスビル小学校
- ワッソンアベニュー小学校

また、高校生はレイノルズビルにあるジェファーソン郡ドゥボイズ地域職業訓練校に入学する道を選ぶことができ、建設と機械、調理、保険関連の分野で訓練を受けられる。リバービュー・インターミーディエイト・ユニット IU6 は、障害のある生徒、聴覚、発声、資格に障害のある生徒への特別教育の幅広い分野に対応しており、そのスタッフと教育者の専門的開発も行っている。

### 私立学校
ドゥボイズの私立学校に次のものがある。
- セントラル・カトリック高校、敷地内に中学校と小学校もある
- ドゥボイズ・クリスチャン学校、幼稚園前から12年生までの教育を行っている[19]

## レクリエーション

### トレジャー湖
ドゥボイズのレクリエーション場所はトレジャー湖である。半分は私有地であり、自然美のあるゲイテッドコミュニティでもあり、広さは8,000エーカー (32.0 km2) ある。その湖のレクリエーション施設はボートと釣り、3つの浜辺、2つのPGA18ホール・ゴルフコース、クレイとハードのテニスコート、水泳プール2つ、厩、レンタル用コテージのあるキャンプ場がある。さらに十分なストックのあるプロショップ、マリーナ、カントリーストア、2つの売店、タウンセンター、住民が使えるサロンがある。食事は、ダッファーズ・タバーン、19番ホールタバーン、スキーロッジ・レストラン、レイクビュー・ロッジとカンファランス・センターがある。

### ゴルフ
ドゥボイズ・カントリークラブは1世紀の歴史があるパブリックのゴルフコースであり、広さ6,500平方フィート (600 m2) のクラブハウス、ゴルフショップ、タナリー・バー & グリルがある。

### クックの森
クックの森はペンシルベニア州で見つかった中でも最も重要な原生林であり、ドゥボイズから車で35マイル (56 km) である。ドゥボイズのメジャー・イスラエル・マックライトが広さ8,500エーカー (34.0  km2) のクックの森州立公園を早くから提唱し、促進し、管財人となった。ここは自然のランドマークを保存するために獲得したことでは最初のペンシルベニア州立公園となった。クックの森には27の標識付トレイルがあり、ハイキング用に全長は29マイル (46 km) ほどある。地形はうねりのある丘陵と冷たい谷の水流がある。美しい地点は樹齢の古い森、火の見櫓/セネカポイント、クラリオン川である。この森の主要な見どころは、樹齢の古いシロマツとアメリカツガの自生する「フォレスト・カシードラル」であり、樹木によっては高さが180フィート (55 m) に及ぶものもある。約5,000エーカー (20.0  km2) の領域は季節により狩猟、罠猟、犬の訓練に開放される。狩猟対象の動物は鹿、野生の七面鳥、クマ、リスである。クラリオン川は公園の境界を流れ、マスや温かい水域の釣り用の魚、パンフィッシュなどを釣ることができる。カヌーやカヤックで川を下る者もいる。

## 演劇と芸術
ドゥボイズは3郡地域で娯楽と芸術で強い評判を築いている。ドゥボイズは教育的娯楽のスペシャリスト、ジーン・アレンの出身地であり、学校や図書館の性格教育プログラムで知られている。
さらに伝統的な芸術が、地元の画家ペリー・ウィンクラーの設立したウィンクラー美術ギャラリーに見つけられる。このギャラリーは2003年12月に、地元芸術家が共同で作品を大衆に見せ、販売する場所として設立された。ここでは毎年ドゥボイズ芸術祭を開催している。地元の芸術家コミュニティを支持すると共に、ステンドグラス、シルクペインティング、水彩画などの媒体を使うワークショップを通じて、ドゥボイズ地域住人に教育機会を提供している。
劇団の「ライツ・シアター・プレイアーズ」と「カルチュラル・リソーシーズ Inc.」が毎年中心街のポール・G・ライツ劇場で、演劇公演を行っている。

## 歴史的興味ある場所

### 醸造所
フランク・ハーンが正確に何時ドゥボイズに来て、その施設のために土地を整地したかについて幾らか議論がある。ある史料では1898年、別の史料では1897年としている。1896年の4月から年末までの間だった可能性が強い。「ドゥボイズ・ウィークリー・クーリエ」が「醸造所に関連して新しい開発が近い将来に行われる」と報じたのが、1896年4月16日だった。
ハーンがその施設のためにドゥボイズの場所を選んだのには多くの理由があるが、最もありそうな話は、水が豊富に得られることだった。ハーンは水域を汚染から守るために、地元の貯水池周辺の土地2,300エーカー (9.3 km2) を購入した。
1906年までに、この醸造所は4つの製品を市場に出した。すなわち、ドゥボイズ・ワーズバーガー、ハーンズ・イクスポート・ピルスナー、ドゥボイズ・ポーター、ドゥボイズ・バドワイザーである。バドワイザーの名称は、ドゥボイズ・ブルーイングとアンハイザー・ブッシュ社の間で、60年間も論争の中心になっている。
ドゥボイズ・ブランドはその醸造所の大きさの割に遠くまで、150マイル (240 km) 離れた所まで広まり、バッファローからペンシルベニア州エリー、ピッツバーグまで愛飲されている。この醸造所の300バレル (35.7 kl) のケトルは製品を撹拌するために忙しく、一方余剰の穀物は圧縮され、ドゥボイズを取り囲む田園部で牛の餌と製粉所に販売されている。
アメリカの他の醸造所と同様に、ドゥボイズ・ブルーイングは1918年まで順調に行っていたが、禁酒法の時代となった。生産はビールテイスト飲料やソフトドリンクに移り、H&Gアイス社を開設した。「ドゥボイズ・クーリエ」1933年4月7日版に拠れば、醸造所はアメリカ合衆国憲法修正第18条（禁酒法）が有効になって以来、法を犯すことなく、犯したと疑われることも無かった、全国でも2つしかない醸造所の1つであるという栄誉を勝ち得た。その結果、ドゥボイズ・ブルーイング社は免許番号G-2を発行し、アメリカ合衆国憲法修正第21条（禁酒法の撤廃）による法制化が行われ次第、醸造を再開することができた。
フランク・ハーンは1932年に死亡し、醸造はその一人息子に渡った。フランク・ハーン・ジュニアは幼い時に死亡し、その家族は1967年に醸造所をピッツバーグ・ブルーイングに売却した。
2003年には醸造所そのものも解体された。

## 著名な出身者
- スパーキー・ライル、メジャーリーグベースボール選手、ボストン・レッドソックス他